# Filinto Costa Alegre
Filinto Guilherme d'Alva Costa Alegre, né le 9 juin 1952 à Água Porca à Sao Tomé-et-Principe, est un homme politique santoméen.
En 1974, il est l'un des fondateurs de l'Association civique pro-MLSTP, première organisation indépendantiste directement établie sur le sol santoméen.
Il se présente à l'élection présidentielle de 2011, où il finit sixième avec 3,99 % des voix, devant Hélder Barros, Jorge Coelho et Manue de Deus Lima mais derrière Manuel Pinto da Costa (élu), Evaristo Carvalho, Delfim Neves, Maria das Neves et Aurélio Martins.